# Sinderån
Sinderån är ett vattendrag i Hälsingland, Bollnäs och Ovanåkers kommuner. Längd cirka 12 kilometer. Sinderån rinner upp nära Acktjärbo och strömmar i huvudsak västerut mot Andån, vars största biflöde är just Sinderån.